# Conus rubescens
Conus rubescens é uma espécie de gastrópode do gênero Conus, pertencente a família Conidae.